# André Bord

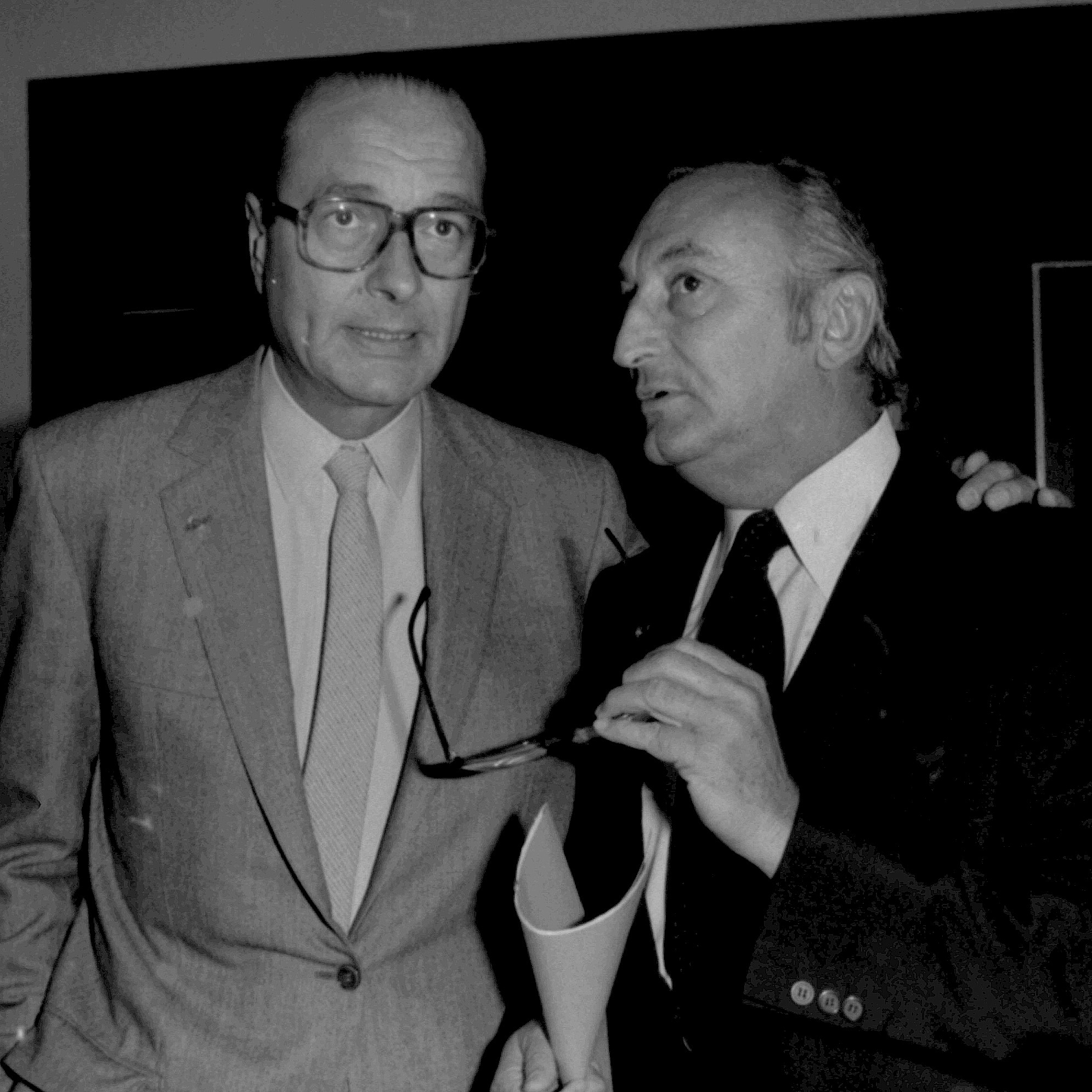
Jacques Chirac und André Bord (1980)

André Bord (* 30. November 1922 in Straßburg; † 13. Mai 2013 in Holtzheim) war ein französischer Politiker und Résistancekämpfer. Nach dem Zweiten Weltkrieg war er eine der Schlüsselfiguren, die wesentlich an der Aussöhnung Deutschlands und Frankreichs beteiligt waren.

## Leben
André Bord lebte als Kind einer Arbeiterfamilie in Neudorf, einem Stadtteil der elsässischen Hauptstadt Straßburg. Er war dort Schüler des Collège Episcopal Saint-Étienne, sang im Kinderchor und spielte gerne Basketball und Fußball.
1939 geriet seine Welt aus den Fugen: während seine Eltern geflüchtete Kriegsgefangene versteckten, schrieb Bord Anti-Hitler-Parolen auf Mauern und zerstörte die Fahnen der deutschen Besatzer. Die Familie kam durch diese Aktionen schnell in Gefahr und flüchtete aus dem Elsass. Der junge Bord wurde in die Dordogne geschickt, wo er sich der Résistance anschloss und manches Mal nur knapp der Gestapo entkam. Schließlich wurde er im Mai 1944 von französischen Milizsoldaten festgenommen und schon am nächsten Tag zum Tode verurteilt. Allerdings gelang Bord mit einigen Gefährten die Flucht.
Nach der Landung der Alliierten in der Normandie kämpfte André Bord unter dem Kommando von Oberst André Malraux in der Brigade Alsace-Lorraine gegen die Deutschen und nahm an der Befreiung des Elsass’ und von Straßburg teil. Der mittlerweile im Rang eines Oberfeldwebels stehende Bord beabsichtigte zwar seine Militärkarriere fortzusetzen, dies änderte ein Vorfall jedoch schlagartig. So hoffte er nach dem Krieg seine Familie, von der er vier Jahre getrennt war, wiedersehen zu können, aber Bord wurde gegen seinen Willen beauftragt, das Büro des Kommandos in Illkirch-Graffenstaden zu übernehmen. Er verweigerte diesen Einsatzbefehl und verlor daraufhin wegen Ungehorsams sofort seinen militärischen Rang, wodurch seine Militärkarriere jäh endete. Nach dem Krieg wandte er sich der Politik zu.
André Bord war seit 1947 Gaullist, als er in die damals neu gegründete Partei Rassemblement du peuple français (RPF) eintrat. Später war er Mitglied der gaullistischen Nachfolgepartei Union pour la nouvelle République – Union démocratique du travail (UNR-UDT).
Nach dem Krieg erwarb sich Bord große Verdienste zunächst um die deutsch-französische Aussöhnung, sodann um die Verständigung und schließlich um die deutsch-französische Freundschaft. 1986 wurde André Bord, der lange Minister für die französischen Frontkämpfer war, durch Staatspräsident François Mitterrand zum Präsidenten der Commission interministérielle de coopération franco-allemande (Interministeriellen Kommission für deutsch-französische Zusammenarbeit) ernannt.

## Regierungsämter und Mitgliedschaft in der Nationalversammlung
André Bord war zwischen Januar 1966 und März/April 1978 durchgängig als Minister bzw. Staatssekretär für elf französische Regierungen tätig. Somit ist André Bord das französische Regierungsmitglied der 5. Republik mit der längsten Dienstzeit.
- Januar 1966 bis Juli 1968

Staatssekretär im Innenministerium in der Regierung Georges Pompidou
- Juli 1968 bis Juni 1969

Staatssekretär im Innenministerium in der Regierung Maurice Couve de Murville
- Juni 1969 bis Juli 1972

Staatssekretär im Innenministerium in der Regierung Jacques Chaban-Delmas
- Juli 1972 bis Februar 1974

Minister für Kriegsveteranen, Pensionen, Gefangene, Verschleppte, Kriegsopfer und Vertriebene in der Regierung Pierre Messmer
- März bis Mai 1974

Staatssekretär des Verteidigungsministeriums, zuständig für Kriegsveteranen und Kriegsopfer in der Regierung Pierre Messmer
- Mai 1974 bis August 1976

Staatssekretär des Ministeriums für Kriegsveteranen, Pensionen, Gefangene, Verschleppte, Kriegsopfer und Vertriebene in der Regierung Jacques Chirac
- August 1976 bis September 1977

Staatssekretär des Ministeriums für Kriegsveteranen, Pensionen, Gefangene, Verschleppte, Kriegsopfer und Vertriebene in der Regierung Raymond Barre
- September 1977 bis April 1978

Staatssekretär des Premierministers, zuständig für parlamentarische Beziehungen in der Regierung Raymond Barre
- 26. September 1977 bis 31. März 1978

Minister für parlamentarische Beziehungen
Bord wurde 1958 erstmals in die Nationalversammlung gewählt und bei den folgenden Parlamentswahlen als Abgeordneter bestätigt. Aufgrund der in der Verfassung festgelegten Unvereinbarkeit von Amt und Mandat wurde das Mandat nach den Wahlen 1967, 1968 und 1973 jeweils von nachrückenden Parlamentariern ausgeübt. Nach der Parlamentswahl 1981 schied er aus der Nationalversammlung aus.

## Mitgliedschaft im Europäischen Parlament
Bord war vom 14. Dezember 1961 bis 14. April 1966 ein Repräsentant Frankreichs im Europäischen Parlament. Er war dort, bis auf die Zeit als Fraktionsloser vom 5. Februar 1963 bis 20. Januar 1965, der Liberalen und Demokratischen Fraktion zugehörig. Später war André Bord nochmals Abgeordneter im Europäischen Parlament und vom 19. April 1982 bis 23. Juli 1984 in der Fraktion der Europäischen Demokraten für den Fortschritt vertreten.
Vom 21. Januar bis 12. April 1965 war er stellvertretender Vorsitzender der Fraktion der Europäischen Demokratischen Union und hatte anschließend bis zum 17. Januar 1966 den Vorsitz inne.
André Bord war als EU-Parlamentarier in nachfolgenden Ausschüssen und Delegationen tätig:
- 12. Mai 1982 bis 23. Juli 1984: Ausschuss für Außenwirtschaftsbeziehungen
- 14. Januar 1983 bis 23. Juli 1984: Institutioneller Ausschuss
- 11. April 1983 bis 23. Juli 1984: Delegation im Gemischten Ausschuss Europäisches Parlament

## Weitere Ämter und Funktionen
André Bord war auch in seiner Heimatregion, dem Elsass, in politischen und gesellschaftlichen Funktionen tätig. Von 1967 bis 1979 war er Präsident des Generalrats des Departements Bas-Rhin und während dieser Zeit zwischen 1974 und 1976 auch Präsident des elsässischen Regionalrats.
Bord war von 1979 bis 1985 Präsident des Fußballclubs Racing Club de Strasbourg.

## Ehrungen
- Großes Bundesverdienstkreuz mit Stern (21. April 1975)[3]
- Großes Bundesverdienstkreuz mit Stern und Schulterband (10. Februar 2003)[3]
- 9. Februar 2007: Großoffizier der Ehrenlegion (Grand Officier de la Légion d’Honneur)
- 2012: Großkreuz des Ordre national du Mérite